# Język komoryjski ndzuani
Język komoryjski ndzuani (ndzwani, shindzwani) – wariant języka komoryjskiego przede wszystkim używany przez rdzenną ludność wyspy Anjouan (264 tys.), ale spotykany także na Madagaskarze (8 tys.) i Reunionie (3 tys.).